# 吳敏師
吳敏師（？—17世紀），字徇可，黃州府廣濟縣人，明朝、南明軍事人物。

## 生平
吳敏師是太常少卿吳亮嗣的兒子，有腰力、懂兵法，以恩貢獲授確山知縣；地方屋宇殘破，他努力克服，得知土寇朱奇三千人佔據水屯，他單騎直入哭著曉諭順逆，令朱奇部隊投降。他又修理戰備，出錢輔助軍隊，盜寇來到後用計殲滅；敵方憤怒，帶著二十萬部下突然攻城，他趁土寇鬆懈，伺機率領諸生潘鷫翔出戰盧塘寨，使對方進入林質設下的埋伏而潰敗。很快盜寇聯合十三營再次來到，吳敏師與典史張裕芳，教諭蕭希何、李貴中，諸生李在公，千總張養文誓死守城；其時天氣乾旱，井涸無水，五日後盜寇開始急攻，適逢突然下大雪，城中得水而士氣大振，敵方首領中毒箭而死，九日後寇計窮離去。於是吳敏師開田地，免賦役，接濟流亡；數年內盜寇不敢侵犯，他加官職方主事。其後他為黃得功供糧，在葉縣擊敗賀一龍、賀錦，又設立保定營，聯合蘄州、黃州四十八寨，跟隨方國安於金沙洲打敗張獻忠，收復武昌。永曆年間他陞任太僕卿，後來死在湖南，妻子劉氏投水而死。

## 引用
1. 1 2  錢海岳《南明史·卷五十八·列傳第三十四》：吳敏師，字徇可，廣濟人。太常少卿亮嗣子。負膂力，通兵法，以恩貢授確山知縣。邑累殘破，敏師披荊棘。聞土寇朱奇三千人據水屯，單騎直入，流涕諭以順逆，皆解甲降。於是修戰備，以財佐軍。寇至，出奇殲之。寇恚，悉眾二十萬奄至城下，屋瓦皆震。敏師伺其懈，率諸生潘鷫翔出戰盧塘寨，檄林質設伏，寇入伏中，大潰。
2. ↑  錢海岳《南明史·卷五十八·列傳第三十四》：未幾，又合十三營至，與典史張裕芳，教諭蕭希何、李貴中，諸生李在公，千總張養文誓死守。天旱，井涸無水。五日寇攻益急，會大雪數尺，城中得水，氣益振。寇中毒弩死，斬獲無算。凡九日夜，寇計窮走，城乃全。遂益開屯，免賦役，濟流亡。數年，寇相戒不敢犯。加職方主事。已饋糧黃得功，大破賀一龍、賀錦葉縣，又立保定營，合蘄、黃四十八寨，從方國安敗張獻忠金沙洲，復武昌。永曆時，累陞太僕卿。後死湖南。妻劉水死。